# Episodi di Cobra Kai (quinta stagione)
La quinta stagione della serie televisiva Cobra Kai, composta da 10 episodi, è stata interamente pubblicata da Netflix, in tutti i paesi in cui disponibile, dal 9 settembre 2022.
| n° | Titolo Originale         | Titolo Italiano       | Pubblicazione    |
| -- | ------------------------ | --------------------- | ---------------- |
| 1  | Long, Long Way from Home | Molto lontani da casa | 9 settembre 2022 |
| 2  | Molè                     | La talpa              | 9 settembre 2022 |
| 3  | Playing with Fire        | Giocando con il fuoco | 9 settembre 2022 |
| 4  | Downward Spiral          | Spirale discendente   | 9 settembre 2022 |
| 5  | Extreme Measures         | Estremi rimedi        | 9 settembre 2022 |
| 6  | Ouroboros                | Uroboro               | 9 settembre 2022 |
| 7  | Bad Eggs                 | Uova marce            | 9 settembre 2022 |
| 8  | Taikai                   | Taikai                | 9 settembre 2022 |
| 9  | Survivors                | Sopravvissuti         | 9 settembre 2022 |
| 10 | Head of the Snake        | La testa del serpente | 9 settembre 2022 |

## Molto lontani da casa
Silver inizia a metter in atto il suo progetto di espansione del Cobra Kai, aprendo un dojo di punta a Encino e acquisendo i dojo locali in tutta la Valle di San Fernando. Johnny e Robby partono per il Messico alla ricerca di Miguel, dove è alla ricerca del suo padre biologico, Hector Salazar. Robby è inizialmente scontento della motiviazione del loro viaggio e desidera tornare a casa, ma cede dopo aver aiutato suo padre ad affrontare un gruppo di truffatori australiani che tentavano di derubarli. Miguel riesce a trovare Hector, ma lo vede insieme ad una donna ed un bambino. Mentre li sta osservando, Miguel riesce a impedire che il piccolo venga investito da un’auto. Hector e la donna, per sdebitarsi con Miguel per aver salvato il bambino, lo invitano nella loro casa. Qui Miguel scopre che Hector ha sposato la donna di nome Maria, la quale ha avuto il bambino, di nome Luis, da una precedente relazione. In tanto Daniel chiude il Miyagi-Do Karate come parte del suo accordo con il Cobra Kai. Mentre spia Silver con Daniel, Chozen riconosce le mosse di Silver e deduce che il suo sensei è Kim Sun-Yung, un maestro di arti marziali della disciplina di Tang Soo Do, il cui stile di insegnamento è basato sull'inganno. Daniel e Chozen escogitano, cosi, un piano per svelare alla Valle dalla natura maniacale di Silver: Chozen si spaccia per un sensei locale e si presenta alla selezione di nuovi maestri, organizzata da Silver, per i nuovi dojo del Cobra Kai .

## Taikai
I rappresentanti del Saikai Taikai ovvero il torneo mondiale di karate arrivano al dojo del Cobra Kai e al dojo del Miyagi Do e valutano gli stili di karate dei due dojo e alla fine entrambi i dojo sono ammessi al Saikai Taikai. Tory dice la verità riguardo il torneo all valley a Sam.

## La testa del serpente
Mike Barnes, Johnny e Chozen si infiltrano nella casa di Terry Silver e sembrano avere la meglio, nel frattempo gli allievi del Miyagi Do e dell'Eagle Fang si infiltrano nel dojo del Cobra Kai per caricare sul televisore del dojo il video del pestaggio di Pastinaca ma poi arrivano gli allievi del Cobra Kai a interromperli ma Dimitri riesce a caricare sul televisore del dojo il video in cui Silver rivela che ha pagato l'arbitro, a casa di Silver lui ferisce Chozen e i Sensei che Silver ha assoldato  feriscono Johnny ma poi arriva Mike ad aiutarlo e Daniel sconfigge Silver e lo fa arrestare e nel finale dell'episodio John Kreese  fugge dalla prigione.